# 埃尔日别塔·武伊齐克
埃尔日别塔·武伊齐克（波蘭語：Elżbieta Wójcik，1996年1月14日—）生于卡尔利诺，是一名波兰女子拳击运动员。她在2011年首次参加波兰全国锦标赛，同年首次在国际比赛中摘得奖牌。她刚开始练拳击时，俱乐部中只有她一人是女选手，她也时常需要和男选手一起训练。2014年，她在南京青奥上夺得女子中量级金牌。2015年，她升入成年组。她在赛场外也是一名混合健身教练，她将此视为获取额外锻炼及收入的机会。